# Mesochorus palliolatus
Mesochorus palliolatus är en stekelart som beskrevs av Dasch 1974. Mesochorus palliolatus ingår i släktet Mesochorus och familjen brokparasitsteklar. Inga underarter finns listade i Catalogue of Life.